# DWPM
DWPM（630 AM）は、 Radyo 630として放送されているフィリピンのラジオ局で、Philippine Collective Media Corporationが所有し、メディア セルビッソ・プロダクションの下でABS-CBNと共同で運営されている。 局のスタジオは、 ABS-CBN放送センター、サージェント・エスゲラ・アベニュー、マザー・イグナシア通り、バランガイ・サウス・トライアングル、ディリマン、ケソン市にあり、送信所は、F. ナバレッテ通り、バランガイ・パンフロ、オバンド、ブラカン州にある。
周波数は以前、ABS-CBNが運営するラジオ局DZMMに割り当てられていたもの（現在はDZMMに戻った）で、コールサインは1992年10月から1994年まで、マリキナ地方政府が運営する90.3FMのFMラジオ局が使用していたものである。
一部の番組は、テレビ局のTeleRadyo Serbisyo（PRTVプライムメディアを通じてケーブルテレビとデジタルテレビで放送）と、全国の特定のFMラジオ局でもサイマル放送されている。
DWPM Radyo 630 は、2025年5月29日午後8時に事実上廃止され、同局は DZMM Radyo Patrol 630 に名称変更し、番組は再開した同局に引き継がれた。

## 歴史
2023年5月23日、ABS-CBNは報道発表の中で、マーティン・ロムアルデス下院議長が所有するプライム・メディア・ホールディングスと合弁契約を結び、ニュース・コンテンツを含むさまざまな番組を制作し、放送局やFavorite Music Radio FMラジオ・ネットワークを運営するPMHI 所有のフィリピン・コレクティブ・メディア・コーポレーションを含む第三者機関に供給すると発表した。ABS-CBNとプライムメディアの合弁事業の計画の中には、周波数630kHzのDZMMの復活の可能性もある。

ロゴ(2023年)

2023年6月26日、630kHzはDWPMのコールサインで試験放送を行った。
同局は2023年6月30日にRadyo 630として仮開局した。前日、ABS-CBNのケーブルニュースチャンネルTeleRadyoのいくつかの番組司会者は、視聴者に対し翌日から新局を聴くよう告知した。仮開局はTeleRadyoがTeleRadyo Serbisyoとしてリニューアルしたのと同時に行われ、こちらもPrime MediaとABS-CBNの合弁経営となっている。
正式な開局は7月17日で、午後と夕方の番組が開始した。8月5日、同局は週末の午後と夕方の番組を番組編成に導入した。2024年3月4日、同局は平日早朝の番組を導入し、5日後の3月9日には週末早朝の番組を導入した。
2024年7月1日、リニューアル開局日にあわせ、同局はスケジュールを大幅に見直し、番組を 24時間放送に拡大 した。
2025年5月21日、Radyo 630とTeleRadyo SerbisyoはDZMMのテーマ音楽と広告を用いた放送を開始した。この放送は、同局が2月以降、廃止されたDZMM TeleRadyoのFacebookページを再利用していること、Media Serbisyo Production Corporationが広告主不足のために損失を被っていること、所有者であるABS-CBNとPCMCが同局への資金援助を強化する計画を立てていることなどが報じられるなか、公開された。

### DZMMへの変更
2025年5月29日午後8時、ABS-CBNは声明を発表し、DWPMはMSPCの管理下でDZMM Radyo Patrol 630に正式に変更し、テレビ局TeleRadyo SerbisyoもDZMM TeleRadyoに戻ると発表した。これにより、DWPM Radyo 630は正式に廃止された。

## 放送時間・周波数
| 周波数 | 放送時間 | 言語         | 送信所                   | 送信出力 |
| ------ | -------- | ------------ | ------------------------ | -------- |
| 630kHz | 24時間   | フィリピノ語 | オバンド（ルソン中心部） | 50kW     |

## 参照
- ABS-CBN
- Philippine Collective Media Corporation
- TeleRadyo Serbisyo
- DZMM Radyo Patrol 630